# Lidija Alfejeva
Lidija Nikolajevna Alfejeva (ryska: Лидия Николаевна Алфеева), född 17 januari 1946 i Dnepropetrovsk, Ukrainska SSR, Sovjetunionen, död 18 april 2022, var en ukrainsk-rysk friidrottare inom längdhopp som tävlade för Sovjetunionen.
Hon tog OS-brons i längdhopp vid friidrottstävlingarna 1976 i Montréal.